# 대니 콜린스 (영화)
《대니 콜린스》(영어: Danny Collins)는 댄 포글먼가 감독, 각본을 쓴 2014년 미국의 코미디 드라마 영화이다. 영국의 포크 가수 스티브 틸스턴의 감동 실화를 원작으로, 알 파치노, 아네트 베닝, 제니퍼 가너, 보비 카나베일과 크리스토퍼 플러머가 출연한다. 이 영화는 2015년 3월 20일 미국 전역에 개봉되었다. 알 파치노는 골든 글로브상 영화 뮤지컬/코미디 부문 남우주연상에 후보 지명되었다.

## 줄거리
비틀스 해체 후, 오노 요코와 함께 반전과 평화의 메시지를 담은 노래를 만들며 사회운동가로 변신한 존 레넌이 1971년 영국의 싱어송라이터 스티브 틸스턴의 인터뷰 기사를 읽는다. 21살의 신인가수로 주목받기 시작한 스티브는 음악 잡지 지그재그 인터뷰에서 성공과 부유함이 음악적 재능을 해치게 될까 봐 걱정이 된다고 말했다. 이제 발걸음을 뗀 음악인으로서 음악에 대한 고민이 많은 스티브에게 선배로서 해주고 싶은 이야기가 많았던 존은 직접 손 편지를 써서 잡지사로 보낸다. 그러나 그 편지는 스티브에 전달되지 않았고, 2005년 미국의 한 수집가에 의해 존이 스티브에게 보낸 그 편지가 공개된다. 34년 만에 수신인이 존 레넌의 편지를 되찾은 것이다. 이 영화는 ‘만약 그때 그 편지를 받았더라면 무슨 일이 벌어졌을까?’라는 상상을 바탕으로 만들어졌다. 스티브 틸스턴은 그 이후 커다란 성공을 거두지는 못했지만, 영화 속 대니 콜린스라는 허구 인물은 대형 록스타가 되었고, 34년 만에 손에 넣은 존 레넌의 편지를 보고서 망가진 인생을 다시 설계하기로 결심한다.
대니 콜린스(알 파치노 분)는 40살 연하의 약혼자와 요일별 슈퍼카까지 최고의 부와 명예를 누리며 살아가던 중 우연히 40년 전 존 레넌이 자신에게 보낸 편지를 받게 된다. 그 후 새로운 삶을 살기로 결심하고 월드투어를 취소한다. 매니저 프랭크(크리스토퍼 플러머 분)에게 지금까지 불러온 노래를 더 이상 부르지 않겠다고 선언하고 뉴저지의 한적한 호텔에 투숙해 새로운 인생을 찾아 나가기로 결심한다. 그러나 30년 만에 작곡을 시작한 그가 뉴저지로 찾아간 진짜 이유가 있었다. 그것은 한 번도 만나보지 못한 장성한 아들을 만나기 위한 것. 영화는 한 록스타의 자아 찾기를 아들과 가족 관계 회복의 여정으로 돌려놓는다.

## 배역
- 알 파치노 : 대니 콜린스 역
- 아네트 베닝 : 마리 신클레어 역
- 제니퍼 가너 : 사만사 레이 도넬리 역
- 보비 카나베일 : 톰 도넬리 역
- 크리스토퍼 플러머 : 프랭크 그룹맨 역
- 닉 오퍼맨 : 가이 드로치 역
- 조쉬 펙 :닉키 에른스트 역
- 카타리나 카스 : 소피 역
- 멜리사 베노이스트 : 제이미 역
- 지젤 아이젠버그 : 호프 도넬리 역
- 에릭 마이클 로이 : 어린 대니 콜린스 역